# Krzysztof Krawczyk (Sänger)

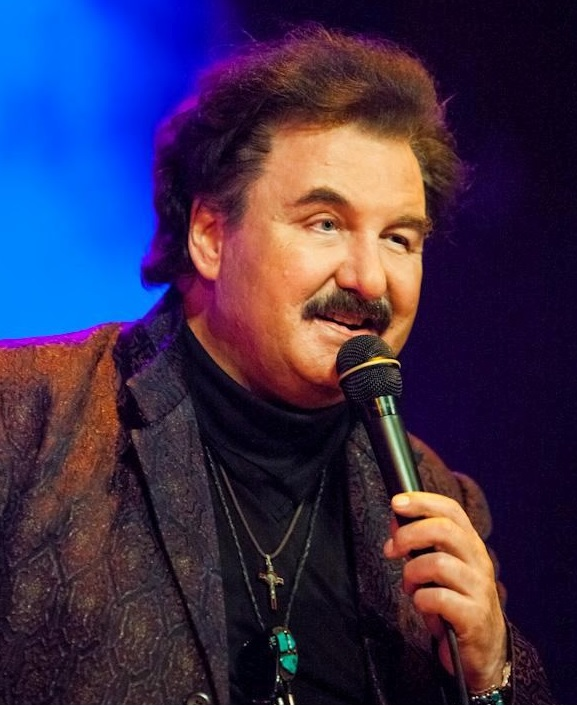
Krzysztof Krawczyk (2019)

Krzysztof January Krawczyk (* 8. September 1946 in Katowice; † 5. April 2021 in Łódź) war ein polnischer Popsänger, Gitarrist und Songwriter. Er hatte eine charakteristische Baritonstimme und ab 1973 zahlreiche Erfolge. Seine Musik verbindet Elemente aus Rock ’n’ Roll, Country und Rhythm & Blues.

## Leben
Seine Karriere begann in den frühen 1960er Jahren. Er veröffentlichte zahlreiche Alben mit seiner Band und als Solosänger, von denen viele mit Gold und Platin prämiert wurden. Die polnische Tageszeitung Superexpress zählte ihn zu den bekanntesten polnischen Künstlern des Jahres 2001. Seine Aufnahmen entstanden nicht nur in Polen, sondern auch in Deutschland (für Polydor) und in den USA (Zusammenarbeit mit David Briggs, dem früheren Arrangeur von Elvis Presley). Im Zuge dieser Zusammenarbeit sind viele Songs im Stil Presleys entstanden, was auch Auswirkungen auf seine persönliche Entwicklung hatte. Im Jahr 2000 wurde er von BMG Polen ausgezeichnet, für die er das Album Papa was a Rolling Stone aufgenommen hatte, arrangiert von dem jungen polnischen Arrangeur Smolik. Es folgte 2001 eine Zusammenarbeit mit Goran Bregović für dessen Album Daj mi drugie zycie (Gib mir ein zweites Leben) auf Polnisch. Er starb im April 2021 im Alter von 74 Jahren an den Folgen einer langjährigen Krankheit.

## Diskografie
Zu seinen beliebtesten in Polen gespielten Titeln gehörten Życie jak wino (2007), Trudno tak (2004) und Bo jesteś ty (2003).

### Aufnahmen als Songwriter
- Krajobrazy, Pronit, 1968
- Ej Sobótka, Sobótka, Pronit, 1969
- Kochana, Pronit, 1970
- Zaufaj sercu, Pronit, 1971
- Będziesz Ty, Pronit, 1973
- Znowu razem, Muza, 1973

### Aufnahmen als Sänger
- Byłaś mi nadzieją, Muza, 1974
- Rysunek na szkle, Pronit, 1977
- Pieśni S.Jesienina, Muza, 1978
- Jak minął dzień, Pronit, 1977
- Dla mojej dziewczyny, Pronit, 1979
- Don’t leave me, Pronit, 1979
- Good Ol’ Rock ’n’ Roll, Wifon, 1980
- Niki w krainie techniki, Pronit, 1980
- From different Place, TRC, 1982
- Wstaje nowy dzień, Wifon, 1986
- Kolędy Polskie, Pronit, 1986
- Country album, Pronit, 1987
- Wstaje nowy dzień, Wifon, 1987
- My road, ZPR, 1989
- Koncert jubileuszowy, PZ Tesco, 1989
- Co za cyrk, ZPR, 1990
- Wszystko za disco, Brawo, 1991
- The singles album, Sonic, 1991
- Kolędy i pastorałki, Brawo, 1991 (PL: Gold)
- Country na drogę, Brawo, 1991
- A kiedy będziesz moją żoną, Brawo, 1992
- Collection Brawo, Brawo, 1992
- Live (Konzertmitschnitt), Brawo, 1992
- Gdy nam śpiewał E. Presley, Omega, 1994
- Canzone d’Amore, Snake, 1995 (PL: Gold)
- Gdy nam śpiewał Elvis Presley 2, Omega, 1995
- Ballady, Omega, 1995
- Kolędy i piosenki świąteczne, Omega, 1995
- Piosenki świąteczne, Omega, 1996
- Złote przeboje, Omega, 1996
- Arrivederci moja dziewczyno, Omega, 1997
- Eastern Country Album, Hallmark, 1997
- Ave Maria, Credo, 1997
- The Single Album, Sonic, 1998
- Złote przeboje, Omega, 1998
- Jak przeżyć wszystko jeszcze raz, 1998 (PL: Gold)
- Polskie Tango, Koch, 1998 (PL: Gold)
- Album Jubileuszowy/Zawsze w drodze, Polypop, 1999
- Gold, Koch, 1999
- Ojcu Świętemu śpiewajmy, Snake’s, 1999
- Złota kolekcja – Pamiętam Ciebie z tamtych lat, Pomaton EMI, 1999 (PL: Platin)
- Kolędy Polskie, 1999
- Platynowa kolekcja (Goldene Schlager), Point Music, 1999
- To, co dał nam los, Salles, 2000
- Zawsze w drodze, Salles, 2000 (PL: ×2Doppelplatin )
- Największe przeboje, 2 CDs, Teil 1 und 2, beide Gamma, 2000
- 2000 takich świąt, Zic Zac/BMG Poland, 2000
- Polskie kolędy, Weihnachtslieder, 2000
- Daj mi drugie życie, mit Goran Bregović, Zic Zac/BMG Poland, 2001 (PL: Gold)
- Byłaś mi nadzieją, Aufnahmen von 1974 neu bearbeitet, 2001
- Najpiękniejsze polskie kolędy, (Weihnachtslieder, UT: Polnische Perlen), Accord Song, 2001
- Warszawa – Belgrad – Warszawa, 2001
- ... Bo marzę i śnię, Sony BMG, 2002 (PL: Platin)
- Cygańskie rytmy, Gwiazdy biesiadują, 2003
- Live, Sony BMG, 2003
- Piosenki o miłości, GM Distribution, 2003
- Złote przeboje, GM Distribution, 2003
- Najpiękniejsze polskie kolędy, Accord Song, 2003
- Piosenki na Święta, Sony BMG, 2003
- To co w życiu ważne, Sony BMG, 2004 (PL: Platin)
- The Best – Rysunek na szkle, MTJ, 2004
- To, co w życiu ważne (Spezialausgabe), Sony BMG, 2004
- Złota Kolekcja – Pamiętam Ciebie z tamtych lat, EMI Music Poland, 2004 (PL: Gold)
- Mona Lisa – Amerykańskie piosenki, cz. 1, 2004
- Jestem sobą, 5 CD-Box, Reader’s Digest / BMG Poland, 2004
- The Shadow Of Your Smile – Amerykańskie piosenki, cz. 2, 2005
- Ojcu Świętemu śpiewajmy, Sony Music Polska, 2005
- Amerykańskie piosenki, (Spezialausgabe) ITI Film Studio, 2005
- Krzysztof Krawczyk – Edycja specjalna, 3-CD-Box, Sony BMG, 2006
- Tacy samotni, Sony BMG, 2006 (PL: Gold)
- Tacy samotni (Spezialausgabe), Sony BMG, 2007
- Gwiazdy XX Wieku – Krzysztof Krawczyk, Sony BMG Music Entertainment, 2007
- Leksykon Krzysztofa Krawczyka – życia mała garść (bisher 20 Sammlungen seines Lebenswerks), MetroKolekcja, 2007 bis 2008
- Warto żyć, 2009 (PL: Gold)
- Nigdy nie jest za późno, 2009
- Życie jak wino, 2011 (PL: Gold)
- Polski Songbook I + II, 2012
- Męska Muzyka (PL: Gold)
- Nasz Dom (PL: Gold)
- Mikołaju To Już Czas (PL: Gold)
- My Cyganie (PL: Gold)
- Sylwestrowa Dyskoteka (PL: Gold)
- Rock And Roll Party (PL: Gold)

### Weitere Werke und Auftritte
- Als Sänger hat Krawczyk von 1980 bis 2006 35 weitere Singles herausgebracht.
- Von 1960 bis 2004 hat er sich in sechs Filmen auch als Schauspieler betätigt.
- 2000 gab Krawczyk auf dem Petersplatz in Rom vor Papst Johannes Paul II. ein Konzert.
- Ab 2004 führte der Sänger ununterbrochen die Liste der beliebtesten polnischen Sänger an.[3]
- Auf elf weiteren Platten anderer Künstler hat er zwischen 1969 und 2006 mitgewirkt.

### Öffentliche Anerkennungen
Seit den 70er Jahren hat Krawczyk zahlreiche Preise und Auszeichnungen erhalten, davon allein 30 Ehrungen von nationalem oder internationalem Rang.